# Columns Crown
Columns Crown (コラムス クラウン) est un jeu vidéo de puzzle développé par Wow Entertainment et édité par Sega, sorti en 2001 sur Game Boy Advance.

## Accueil
- Jeuxvideo.com : 11/20[1]